# Pierre-Auguste Leuba
Pierre-Auguste Leuba,  est un homme politique suisse né le 25 mai 1905 et décédé à 24 janvier 1965 à Buttes. Il est originaire de Buttes.

## Biographie
Il travaille dans la fabrique de meubles Perrenoud à Cernier où il est fondé de pouvoirs. Député radical au Grand Conseil du district du Val-de-Ruz dès 1941, il est candidat malheureux au Conseil d'État neuchâtelois en 1945, puis est élu membre de cette autorité à la faveur d'une élection complémentaire le 18 mai 1947 par 11491 suffrages (opposé au socialiste Henri Perret qui en recueille 10046). Il est réélu en 1949, 1953, 1957 et 1961. Pierre-Auguste Leuba est chargé de l'Intérieur et des Travaux publics au sein du gouvernement cantonal. De nature pragmatique, il se soucie avant tout des objectifs à atteindre. Aux Travaux publics, son action porte sur la rénovation du réseau routier. Il défend une loi sur la protection des monuments et des sites en 1950, une loi sur les constructions en 1957, il œuvre également pour la construction de logements sociaux à l'occasion de diverses actions HLM. Il facilite la rénovation des châteaux de Boudry et de Môtiers. C'était un partisan de la seconde correction des eaux du Jura (lacs de Bienne, de Morat et de Neuchâtel). Comme chef du département de l'Intérieur, il travaille notamment à l'instauration de l'assurance-maladie, à la révision des dispositions sur l'assistance et à une réforme de la loi sur les communes. Il fit beaucoup pour la vie culturelle car le Fonds cantonal des arts et des lettres entrait dans ses attributions. Il fut également membre du Conseil d'administration des Chemins de fer fédéraux CFF). Il n'y eut pas d'élection complémentaire et son siège fut conquis par Carlos Grosjean le 25 avril 1965 lors du renouvellement général du gouvernement cantonal.
Il s'est suicidé en se laissant asphyxier par les gaz de sa voiture dans son garage. Les épreuves familiales ne lui avaient pas été épargnées puisque son épouse et son fils biologique sont décédés avant lui. Il lui restait alors un fils adoptif, Pierre Leuba.

## Sources
- Ernest Weibel, Politique et Conseils d'Etat en Suisse romande, Ed. universitaires, Fribourg, 1996.
- René Meylan et André Sandoz, La Sentinelle, 27.1.1965.
- Gazette de Lausanne des 25 (dépêche ATS) et 26 janvier 1965(hommage).
- Jean Liniger, En toute subjectivité, Cent ans de conquêtes démocratiques locales et régionales 1880-1980, éd. Messeilier, Neuchâtel, pp. 193-195.